# Street Sharks
Street Sharks (en España) o Los tiburones del asfalto (en Hispanoamérica) es una serie animada de origen estadounidense producida durante la década de 1990. La trama se enfoca en la lucha contra el crimen de unos justicieros mitad-hombre y mitad-tiburones similares a Las Tortugas Ninja. Fue producido por DIC Entertainment, L.P. desde 1994 a 1995. Más tarde, en 1996, Street Sharks se asoció con Dino Avengers (una encarnación temprana de los Extreme Dinosaurs y muy diferente en origen).

## Argumento
En el primer episodio, un profesor de la Universidad llamado Dr. Paradigma probó sus técnicas de manipulación genética en un marlin y una langosta. El Dr. Bolton, un profesor de la misma universidad, intentó destruir la investigación del Dr. Paradigma y fue transformado por error en una monstruosidad inhumana por el malvado científico antes de escapar. Paradigma, más tarde, secuestró a los cuatro hijos del Dr. Bolton: John, Bobby, Clint y Coop (Jack en España), para transformarlos en tiburones. Tan pronto como se transformaron, los cuatro hermanos se comieron un stand de metal del laboratorio y huyeron de la policía al zambullirse en un lago y cavar su camino por debajo de la ciudad. Tras estos hechos, los hermanos planean capturar a Paradigma, para exponer los experimentos genéticos que está realizando. En episodios posteriores, Dr. Paradigma (Dr. Paranoid en inglés) comenzó a convencer a los residentes de Ciudad Fisión de que los Street Sharks eran asesinos viciosos, mortales que fueron mutados por su padre, el Dr. Bolton. Los hermanos se asociaron cada episodio con diferentes personajes para detener al Dr. Paradigma y sus Mariscos (secuaces creados con ADN de animales marinos), que quieren transformar a los ciudadanos de la ciudad en mutantes sin libertad. Su comida favorita consta de hamburguesas y patatas fritas (a pesar de que son capaces de comer cualquier cosa, incluso si no es comida). Sus frases más recurrentes durante la serie son el grito de "!Street Sharks¡" antes de atacar y "¡A bucear!" cuando se mueven por la ciudad buceando a través del asfalto. Los hermanos también han expresado una aversión contra la pizza, un guiño hacía las Tortugas Ninja, serie de la época y que son bien conocidos por su amor a las pizzas.

## Personajes

### Street Sharks (Familia Bolton)
- Ripster (John Bolton): es el más elegante de los cuatro hermanos y goza de ser inventor; ocupa la mayor parte de sus conocimientos y habilidades de su padre. También es un hábil jugador de billar. Cuando se transformó en Ripster, se convierte en un tiburón blanco con dientes que pueden masticar hasta el acero. En el primer episodio de la serie, conduce una motocicleta.
- Streex (Robert "Bobby" Bolton, Jr.): Bobby es el hermano agradable y atractivo, un chico que le gusta pasear con su auto y el más joven de los cuatro. Siempre lleva sus patines puestos y parece disfrutar de deportes extremos comopatinaje, paracaidismo y snowboard. Más tarde demuestra la capacidad de tocar el instrumento de la batería profesionalmente. Cuando se transformó en Streex, se convierte en un tiburón tigre. Recibe su nombre de las rayas de color púrpura en su cuerpo. En la película piloto (eventualmente los episodios 1-3), originalmente fue llamado "Blades", debido a sus habilidades como un patinador (rollerblader).

- Jab (Clint Bolton): una característica que definiría bien a Clint es la del hermano perezoso, pero uno de sus pasatiempos es el boxeo. Parece tener algún talento con la mecánica, ya que suele llevar un cinturón con útiles de mecánica. Cuando se transforma en Jab, se convierte en un tiburón martillo, con lo que utiliza su cabeza como arma. Jab también parece estar más acorde con su lado animal que sus hermanos, ya que suele rugir o romper cosas cuando está enfadado o excitado por algo.
- Big Slammu (Coop Bolton / Jack Bolton en España): es el hermano orientado al deporte y el más fuerte de los cuatro. También es un jugador de fútbol americano en la escuela secundaria. En el primer episodio, él usa un patinete como transporte. Cuando él se transforma en Slammu, se convierte en un tiburón ballena. Su ataque más destacado se llama "Golpe Sísmico", donde Slammu provoca un terremoto golpeando el suelo con sus puños.
- Dr. Robert Bolton: Dr. Bolton es el padre de los hermanos Bolton. Sólo se lo ve durante el primer episodio, donde él trata de detener los experimentos del Dr. Paradigma, aunque se convierte en su siguiente experimento. Es transformado en una criatura inhumana no vista con claridad, sólo para escaparse de manera repentina. Se intuye durante el transcurso de la serie que el doctor está ayudando a los Tiburones del Asfalto y mantiene estrecho contacto con sus hijos mediante mensajes en ordenadores y pantallas. Ahora vive oculto porque el proceso de mutación hecho sobre él es inalterable. Ahora vive para detener al Dr. Piranoid y al mismo tiempo dar refugio a otras mutaciones, las cuales son temidas por los humanos. En un episodio se le muestra derrotando a Piranoid y a sus Mariscos para rescatar a un mutante secuestrado. Él derrota a Piranoid, golpeando toda su armadura revelando su cuerpo como de piraña, comentando que Paradigma se ha convertido en algo menos de humano (incluso algo menor que Bolton a sí mismo).

### Villanos
- Dr. Luther Paradigm: profesor de Universidad y el principal antagonista de la serie. Quiere hacerse cargo de Ciudad Fisión, manteniendo una buena imagen pública, pero realizando experimentos malignos. Él se identifica fácilmente por su parche de metal. Desde el segundo episodio, se viste con un exo-traje róbotico gigante amarillo, muy similar al reloj robado al Dr. Bolton, para hacer frente a los Tiburones del Asfalto. Tiene la capacidad para disparar arpones y descargas eléctricas. Debido a un accidente en el segundo episodio, el Dr. Paradigma se inyecta con ADN de piraña, cambiando su nombre a "Doctor Piranoid". El ADN de Piraña era inestable y aunque lo consigue controlar, la cara del Doctor se transforma en una Piraña cuando está alterado. Él, más tarde, se inyecta a sí mismo con ADN de Iguana, creyendo que era ADN de Velociraptor, renombrándose "Doctor Iguanoid" más tarde.
- Slobster: junto con Slash, es uno de los de los primeros experimentos de Piranoid. Fue creado mediante la inyección de una langosta con el ADN de villanos como Gengis Khan y el coronel Thomas Blood, convirtiéndose en una langosta antropomórfica que saliva constantemente. Solo aparece junto a Slash hasta la segunda temporada.
- Slash: es otro de los primeros experimentos de Piranoid con la manipulación genética. Un pez espada que también fue inyectado con el ADN de villanos como Gengis Khan y el coronel Thomas Blood. Este se transforma en un pez antropomórfico con una broca en su cara y un leotardo morado. Hay un chiste en la serie que gira en torno a Slash y es que los Street Sharks casi siempre lo derrotan atascando su nariz en la pared.
- Killamari: Es el tercero de los malvados mutantes del Dr. paradigma ("Mariscos" en la jerga de la serie), creado a partir de un calamar capturado fuera de la gran barrera de coral de Australia. Slash y Killamari se desprecian mutuamente, sobre todo porque Slash hizo una observación sarcástica acerca de la inicial incapacidad del Killamari para hablar, pero Killamari es mucho más inteligente que Slash. Killamari tiene la capacidad para proyectar arpones de su boca y los tentáculos. Estos proyectiles contienen un veneno extremadamente potente. En su primera aparición, casi mató Jab, pero Lena y Bends habían preparado un antídoto que desde entonces ha reducido su amenaza.
- Repteel (Sr. Cunneyworth): Repteel es el único de los Mariscos del Doctor que originalmente ha sido un humano. Él era el Sr. Cunneyworth, propietario de un hotel de decadencia accidentalmente demolido por los Street Sharks durante una pelea con los Mariscos y Rox. Después de esto, el dueño del hotel no soporta a los Tiburones del Asfalto y quiere vengarse de ellos por destruir su hotel y se une a Piranoid. Para ello combina su ADN con el de una anguila de moray y una anguila eléctrica. Como Repteel, se alimenta de electricidad y dispara mini-anguilas de sus manos, también con carga eléctrica.
- SharkBot: fue el resultado de la experimentación del Dr. Piranoid con robótica. Sharkbot se utilizó para rescatar a Repteel de la prisión, y acusar a los Street Sharks de los crímenes. Los Street Sharks, en última instancia, lo reprograman y destruyen, junto al laboratorio del Doctor Piranoid. Su coraza fue rescatada y reformada en el SharkBot 2.0. Se convierte en una amenaza recurrente para los tiburones hasta su destrucción final al acabar la temporada 2.
- Tentakill: "Tentáculos" en español, es una criatura bípeda de orígenes y especies desconocidos. Apareciendo por primera vez en el capítulo Sir Shark-a-Lot, la temible monstruosidad fue diseñada por el Dr. Piranoid para matar a Sir Bolton y así detener por completo la línea de los antepasados de los Street Sharks. La criatura fue detenida por Ripster y Big Slammu. Sus armas son cañones láser y cortadores en las patas. Es incapaz de hablar, muestra limitada inteligencia y no se utilizó a menudo en episodios posteriores.
- Louie: Louie es un camarón mutado y uno de los "Mariscos" esbirro de Piranoid. No es muy fuerte, es bastante cobarde y sus armas principales son grandes pistolas láser. Durante el episodio 16 de la temporada 2 (Card Sharks), Louie sufre varios cambios en su apariencia, con sus antenas convirtiéndose en cuernos y su rostro luciendo más malvado de lo normal.
- Raptors: Los Raptors fueron presentados como el principal antagonista en el crossover de Dinovengers y Street Sharks. Cazados desde el espacio exterior, los Raptors buscaban gobernar el mundo y convertirlo en una patria para los de su especie. A ellos se unieron el Dr. Piranoid, Louie y Tentakill, con la promesa de convertir al médico trastornado en uno de los suyos. Sin embargo, lo engañaron y Gene lo estrelló contra una iguana, que aún podía transformarse en su forma de piraña. Los Raptors fueron frustrados por los Dinovengers y los Tiburones, y se desconoce su paradero.
- Malcolm Medusa III: villano secundario, aparece en varios capítulos como antagonista de los Street Sharks. Se podría decir que es un empresario que busca el beneficio propio con varios negocios clandestinos o poco reputados (tratamiento de vertidos tóxicos, cacería furtiva, etc). Va acompañado casi siempre de Almeja, antiguo empleado que muta al caer en aguas contaminadas.
- Almeja: aparece por primera vez en el capítulo Eco Sharks y brevemente se explica que sufrió una mutación al caer a las aguas contaminadas del muelle, junto a unas almejas gigantes y productos tóxicos. Acompaña en sus fechorías siempre a su jefe, el señor Malcolm Medusa III.
- Maximillian Greco: es un anciano jefe criminal. Tiene dos chihuahuas llamados Zeus y Apolo. Durante el transcurso de su episodio debut, Shark Father, Greco descubrió el secreto del Dr. Piranoid como falso salvador de la ciudad y lo chantajeó para que lo aumentara genéticamente con ADN de rinoceronte y tortuga del desierto obtenido del zoo de la ciudad por Killamari, lo que le otorgó la fuerza del rinoceronte y la longevidad de la tortuga, lo que disminuyó a Greco a la mitad de su edad. Más tarde hizo que el Dr. Piranoid lo mejorara aún más para enfrentarse a los Street Sharks. Regresó más tarde en la serie dirigiendo un casino llamado "Golden Greco".

### Aliados y amigos
- Bends: Bends es un personaje recurrente en Street Sharks. Es un genio técnico y mecánico de la Universidad de Ciudad Fisión, a pesar de ser tan tonto como Streex y Jab. Es el mejor amigo de los Street Sharks, incluso antes de que se convirtieran en Street Sharks y les proporciona sus vehículos y otros equipos. También les proporciona una base oculta debajo de la pista de hielo de la Universidad. En Shark to the Future, se revela que no puede ser mutado por un virus transmitido por el aire que destruye genes. Este rasgo genético se transmitió a su bisnieto (x3), quien es miembro de la resistencia contra el Dr. Piranoid en un futuro alternativo.
- Lena Mack: Lena es una estudiante del Dr. Bolton y del Dr. Piranoid, la cual sospecha que este no es tan bondadoso como dice. Sus sospechas son correctas cuando rescata a los Street Sharks y descubre lo que ha hecho a los hermanos Bolton. Ella ayuda a los hermanos siempre que puede. También tiene un hermano menor en la escuela de secundaria que aparece en un episodio. Es un personaje secundario de trasfondo que casi no tiene diálogos en muchas escenas.
- Moby Lick (Jets Taylor): Moby Lick fue un intento de experimento del Dr. Piranoid para crear un cuarto secuaz. Después de la primera dosis con un suero de control mental experimental, el Dr. Piranoid, a continuación, le mezcla el ADN con una orca. Sin embargo, finalmente rompió el control mental y se convirtió en un aliado de los tiburones. Moby Lick tiene una lengua larga, prensil (el origen de su nombre), de gran fuerza. También tiene capacidad para aspirar agua y, a continuación, expulsarla a través de su espiráculo y más tarde se demostró la capacidad de comunicarse con otros orcas. Él también mantiene una amistad con Jab y Bends. Moby eventualmente aparece para convertirse en un conservacionista ecológica en el Parque de nacional de los Everglades de la Florida.
- Rox (Melvin Kresnik): Rox fue un músico prometedor antes de que tropezase con un laboratorio improvisado — supuestamente Dr. Bolton — y comió parte de palomitas de maíz mutante. El Dr. Bolton había robado estas palomitas al Dr. Piranoid. Melvin va a la cama y la mutación se produce a medida que duerme, convirtiéndolo en un tiburón mako. Bolton había desarrollado un antídoto para el suero de control mentalmente y ponerlo en la sal de las palomitas. Como resultado de ingerir los dos juntos, Melvin todavía conservaban su libre voluntad junto con su pelo. Dr. Piranoid había planeado que todas las personas del concierto (que era originalmente característica Melvin Kresnik) se convirtieran en mutantes mediante la combinación de palomitas de maíz con genes de animales. Finalmente, los Streeet Sharks detuvieron el plan. Posteriormente Rox continuó viviendo su vida como una estrella de rock, aunque hace algunas apariciones más tarde y queda como amigo de Streex, ya que este toca la batería.
- Sardo: Un artista de circo que ha trabajado con un gran pez marlin llamado Spike. Spike fue secuestrado y utilizado por el Dr. Piranoid para sus experimentos. Los dos fueron finalmente fusionados, resultando en una combinación de recuerdos, pero es dominante el ser humano en acción y personalidad. Aparece en diferentes capítulos para ayudar a los hermanos Bolton.
- Mantaman (Dr. Terrence "Terry" Morton): El Dr. Piranoid se aventuró al espacio para examinar un espécimen extraterrestre encontrado en una piedra espacial por el Dr. Terry Morton. El ADN de esta especie fue reactivado por el doctor y creó una especie de dinosaurio alado marciano. Morton, a continuación, se inyecta a sí mismo una combinación de su ADN con una manta raya. Dr. Morton, ahora Mantaman, fue visto saltando hacia la atmósfera de la Tierra al final del episodio. Tiene un hermano llamado a Ryan que aparece en un episodio más tarde. Durante otros episodios, Mantaman vuelve a aparecer para ayudar a los Street Sharks en sus batallas.
- El chico del cielo: No se llega a ver nunca su apariencia real; este es un personaje secundario que "narra" lo que ocurre en la ciudad, montado en un helicóptero y dando las noticias sobre el tráfico y la vida de Ciudad Fisión. Casi siempre sigue los actos de los Street Sharks desde el aire y comentándolo para su canal de radio.
- Dino Vengers: Una unidad militar intergaláctica seleccionada para perseguir a los Raptors, que proceden de un lejano planeta habitado por dinosaurios antropomórficos autodescritos como 'piel suave'. Ellos fueron aumentados genéticamente para destruir la tierra, así como a los Raptors. El equipo está integrado por T-Bone, Stegz, Bullzeye y Spike (

## Lista de episodios

### Primera temporada
1. Sharkbait
2. Sharkbite
3. Sharkstorm
4. Shark Quest
5. Lone Shark
6. Shark 'n' Roll
7. Fresh Water Sharks
8. Shark Treatment
9. Road Sharks
10. Shark Fight
11. Sky Sharks
12. Shark of Steel
13. Shark Source

### Segunda temporada
1. Jurassic Shark
2. Sir Shark-a-lot
3. Shark to the Future
4. First Shark
5. Rebel Sharks
6. Space Sharks
7. A Shark Among Us
8. To Shark or Not to Shark
9. Eco Sharks
10. Close Encounters of the Shark Kind
11. Satellite Sharks
12. Cave Sharks
13. Shark Wars
14. Shark Father
15. Shark Hunt
16. Card Sharks
17. Shark Jacked
18. Turbo Sharks
19. 20,000 Sharks Under the Sea

### Tercera temporada
1. Ancient Sharkonauts
2. Sharkotic Reaction
3. Sand Sharks
4. Shark Quake
5. Super Shark
6. Jungle Sharks
7. Trojan Sharks
8. Shark-apolypse Now!

## Otros formatos
En 1996, Archie Comics comercializó una serie de historietas de corta duración basada en Street Sharks. Publicaron una miniserie de tres números y una serie de cómics regular, que sólo duró tres ediciones.
Aunque la serie se creó años antes, en 1996 se juntaron los tres primeros capítulos para crear "Street Sharks, la película. Cómo empezó todo", comercializada en España en formato VHS.

## Merchandising
Durante la década de los '90, se comercializaron diversos formatos de merchandising referentes a los Street Sharks.
A través de Hasbro, se crearon figuras de acción articuladas con los personajes principales, así como varios de los villanos y accesorios (vehículos, celdas, armas, etc) que aparecen en la serie animada.
Merlin Collections junto con Topps Italia comercializaron el álbum de cromos y stickers de la serie animada. También Collector's Edge comercializó sobres de cartas coleccionables.
En España, por la compra de las conocidas galletas Tostarica de Cuétara, se regalaban monedas doradas ficticias, denominadas "tibudólares", con las caras de los principales personajes.
Durante 2024, Mattel anunció la vuelta a la comercializacion de las figuras de la serie animada, por el 30 aniversario de la serie. En primera instancia, se prevé ver en tiendas los personajes principales, pero no se descarta según la acogida volver a crear figuras de personajes secundarios. Funko se suma también a la creación de personajes de la serie, en formato figuras de vinilo. El primero en ser anunciado fue Booby/Streex, pero no se descarta que se anuncien más personajes en próximos eventos o conveciones.

## Otras apariciones
- En la serie animada Robot Chicken, aparecen Streex, Ripster, Jab, Big Slammu y Mantaman de Street Sharks como parte de un capítulo parodia en el episodio Butchered in Burbank de 2012.

## Street Sharks en otros idiomas
- Alemán: Street Sharks
- Finlandés: Katuhait
- Portugués: Os Tubarões da Rua
- Español (España): Street Sharks
- Español (Hispanoamérica): Los Tiburones del Asfalto o Los Tiburones de la Calle
- Italiano: Street Sharks - Quattro Pinne All' Orizzonte
- Húngaro: Utcai Cápák
- Francés: Street Sharks : Les requins de la ville
- Chino: 鯊魚俠
- Ruso: Уличные Акулы

## Emisión internacional

### Europa
- España: Antena 3, Canal Sur Televisión

### Américas
- Argentina: Telefe

- Bolivia: Bolivisión

- Brasil: SBT

- Chile: Chilevisión

- Colombia: Caracol Televisión

- Costa Rica: Repretel

- Ecuador: Teleamazonas

- República Dominicana: Telesistema 11

- México: Canal 5

- Paraguay: SNT

- Perú: Panamericana Television

- El Salvador: Canal 6

- Uruguay: Saeta TV Canal 10

- Venezuela: Venevisión y Televen

- Estados Unidos: Cartoon Network